# Quelynah
Jaqueline Simão de Oliveira (São Paulo, 6 de setembro de 1981), mais conhecida pelo nome artístico de Quelynah, é uma cantora, compositora e atriz brasileira. Nascida e criada na favela de Heliópolis, despontou como uma das vozes mais promissoras na sua geração. 

## Carreira
Cantora desde os treze anos, cantou brevemente em corais da igreja e mais tarde conheceu o hip-hop, passando a cantar e compor músicas do gênero. Em 2000, participou do álbum de estúdio "Assim Caminha a Humanidade" da dupla Thaíde e DJ Hum, aos 20 anos, e fez uma turnê de pouco mais de um ano como backing vocal de Alexandre Pires.
Entre 2002 e 2003, estourou nas baladas com o hit "Talarica", gravada com o coletivo O Complô, que contava ainda com Grand Master Duda, DJ Luciano, Ieda Hils, Dom Simon, WX e Suppa Fla, antes mesmo de gravar seu primeiro disco. Em 2002, foi finalista do talent show Popstars, responsável pela criação do icônico grupo Rouge.

### 2006–2007: Antônia (filme, série e trilha sonora) e primeiro álbum homônimo
Entre 2006 e 2007, protagonizou ao lado de Negra Li, Leilah Moreno e Cindy Mendes, a série e o filme Antônia da cineasta Tata Amaral e produzido pela O2 Filmes, ganhando imediata repercussão e projeção nacional. O nome de sua personagem, Mayah, foi dado em homenagem à sua filha. A trilha sonora da série e do filme foi lançada pela gravadora Som Livre em 5 de fevereiro de 2006, incluindo sucessos como "Antônia" e "Flow". 
O filme repercutiu no circuito internacional de cinema, sendo o ato de abertura do Berlin International Film Festival e 3º colocado no prêmio do público “Teddy Ballot Volkswagen”, levando as 4 protagonistas e a diretora para serem homenageadas pessoalmente em Berlim entre 09 a 13 de fevereiro de 2007. A série também foi indicada ao Emmy International em 2007, o Oscar da televisão.
No final de 2006, aos 24 anos, Quelynah, lança seu primeiro álbum de estúdio, o homônimo "Quelynah", pelo selo independente Sonorabiz, com excelente produção do porto-alegrense Joeblack e do guineense Riztocrat, ex-membro do grupo Sevenlox. 
Incluindo os singles "Linda, Louca, Leve e Solta" e “O Que Sou" com a participação do rapper Pregador Luo. Defendido pelos fãs como “a bíblia do R&B nacional”, o disco ainda traz participações de Simone Sou, Thaíde, Suppa Fla e Vanessa Jackson.
A faixa “O Que Sou” ganhou um videoclipe dirigido por Afonso Poyart, pela Black Maria Filmes, foi lançado no final de março de 2007 e teve presença notória na programação da MTV Brasil, Multishow, Play TV e TV MIX. O disco foi indicado na premiação DJ Sound Awards 2008 na categoria Hip-hop Nacional, perdendo apenas para o disco “PROva Cabal” do rapper Cabal.

### 2015–2019:A Fazendae álbunsBrisa(cancelado) eSoul Diva
Em 23 de setembro de 2015, integrava a oitava temporada do reality show A Fazenda, onde foi a 7ª eliminada. 
Durante uma entrevista ao portal R7, Quelynah revelou que possuía um álbum pronto, intitulado Brisa, e que faria parte de um projeto musical de Li Martins, mas os dois projetos foram cancelados.
Em 08 de abril de 2016, foi lançado o single "Na Rua", produzido por DJ Hum e lançado juntamente com um videoclipe gravado em São Paulo. O videoclipe e a música tiveram repercussão e é uma das músicas e dos clipes mais reproduzidos da artista.
Seu segundo álbum de estúdio, intitulado Soul Diva, foi lançado em 31 de janeiro de 2019 e produzido pelo DJ Hum, em seu selo Humbatuque Records, em todas as plataformas digitais e também em versão física, com tiragem inicial de 1000 cópias. O disco conta com participações dos grupos Matéria Rima na faixa "Hey Yo" e do famoso grupo Sampa Crew na música "Juro Que Vou". 
A sonoridade do disco traz influências dos ritmos da black music, incluindo soul, hip-hop e samba rock. O disco conta com 8 faixas na edição digital, incluindo o single "Na Rua", mais cinco inéditas e duas regravações: “A Noite Vai Chegar”, de Lady Zu, que ganhou clipe feito pela produção do programa Hora do Faro; e “À Francesa”, de Cláudio Zoli, que ficou popular na voz de Marina Lima.  
A versão física inclui uma faixa extra, sendo um remix da música "Uma Vibe" que posteriormente ingressou oficialmente nas plataformas digitais, quando uma nova versão do disco foi disponibilizada em 10 de janeiro de 2020.

### 2020–presente: Lives, podcasts e novo álbum "Íntimo"
Em 2020, Quelynah participou de diversas lives, continuando a divulgação do álbum "Soul Diva". Em 2021, a cantora anunciou que estava produzindo um novo EP e assinou um contrato com a gravadora Alô Records. Porém foram lançados apenas dois singles com essa gravadora, sendo "Busco Respirar" e "Ela é Gangsta". Ainda em 2021, Quelynah migrou para o selo independente Pela Arte Music, onde lançou mais 6 singles, porém as 8 faixas não foram trabalhadas num EP como era planejado. 
Em 5 de janeiro de 2023, Quelynah anunciou que estava trabalhando em um novo material que irá compor o seu terceiro álbum de estúdio intitulado "Íntimo". O projeto terá forte influência no R&B, hip-hop, rap e soul dos anos 2000, mas com referências pop e disco em algumas faixas e também atualidades como funk brasileiro e afrobeat em outras. Contará com 10 músicas inéditas, sendo a maioria faixas autorais. O disco terá produção de Kiko de Sousa, DJ Maxnosbeatz e Matheus MxM e participações de Samuel Porfirio e Dory de Oliveira.

## Vida pessoal
Em 1999, começou a namorar com com o rapper Thaíde com quem teve uma filha nascida em 2004 e veio a se separar em 2007. A lei optou pela guarda compartilhada. Em 14 de fevereiro de 2013, Quelynah foi no A Tarde É Sua para desabafar sobre sua situação de desemprego e depressão após o sucesso como atriz da Rede Globo, a separação do marido, a perda da guarda da filha, e que estava sendo sustentada por sua mãe. No final de março, voltou ao programa e passou por uma transformação no visual. Ela também contou que conseguiu ser convidada pela segunda vez por Negra Li para participar de um show.
Em 31 de março de 2014, apareceu no Balanço Geral SP e novamente pediu ajuda para voltar aos palcos, pois ainda passava por dificuldades financeiras. O programa preparou uma surpresa e ela conseguiu um empresário, além de um contrato para cantar em uma rede de bares. Em 8 março de 2019, a cantora avisou sua família que passaria a viver nas ruas e desapareceu. Dias depois foi localizada em um abrigo para necessitados em Osasco, na Grande São Paulo, as informações foram divulgadas pelo programa Balanço Geral SP, da RecordTV.
Atualmente, a cantora voltou a priorizar a carreira musical, realizando shows em várias cidades de São Paulo. Além disso, tem sido convidada para diversos eventos e participa frequentemente de podcasts, onde fala sobre sua trajetória, seu novo álbum, saúde mental e vida pessoal.

## Filmografia
| Ano     | Título    | Personagem              | Nota        |
| ------- | --------- | ----------------------- | ----------- |
| 2002    | Popstars  | Participante            | Temporada 1 |
| 2006–07 | Antônia   | Mayah                   |             |
| 2015    | A Fazenda | Participante (9º lugar) | Temporada 8 |

| Ano  | Título  | Personagem |
| ---- | ------- | ---------- |
| 2007 | Antônia | Mayah      |

## Discografia

### Álbuns de estúdio
| Álbum     | Detalhes |
| --------- | --- |
| Quelynah  | - Lançamento: 13 de novembro de 2006 - Formatos: CD, download digital, streaming - Gravadora: Sonorabiz - : 10.000        |
| Soul Diva | - Lançamento: 31 de janeiro de 2019 - Formatos: CD, download digital, streaming - Gravadora: Humbatuque Records - : 1.000 |
| Íntimo    | - Lançamento: 13 de junho de 2025 - Formatos: streaming e download digital - Gravadora: Virgin Music Brasil               |

### Trilhas sonoras
| Álbum   | Detalhes                                                                   |
| ------- | -------------------------------------------------------------------------- |
| Antônia | - Lançamento: 5 de fevereiro de 2006 - Formatos: CD - Gravadora: Som Livre |